# Liste des monuments historiques de Vitré
Cet article recense les monuments historiques de Vitré, en France.

## Statistiques
Vitré compte 75 édifices comportant au moins une protection au titre des monuments historiques, soit 14 % des monuments historiques du département d'Ille-et-Vilaine. Vitré est la 37e commune française comptant le plus de monuments historiques. Cinq édifices comportent au moins une partie classée ; les 70 autres sont inscrits ; 16 autres bâtiments sont inventoriés. On trouve également 91 monuments historiques au titre objet.
Le graphique suivant résume le nombre d'actes de protection par décennies depuis 1840 :

## Liste
| Monument                              | Adresse                       | Coordonnées                        | Notice                        | Protection     | Date           | Illustration                |
| ------------------------------------- | ----------------------------- | ---------------------------------- | ----------------------------- | -------------- | -------------- | --------------------------- |
| Château                               | Place du Château              | 48° 07′ 28″ nord, 1° 12′ 55″ ouest | « PA00090896 »                | Classé         | 1872 1898 1902 | Château                     |
| Château Marie                         | Place du champ de foire       | 48° 07′ 09″ nord, 1° 12′ 22″ ouest | « PA00090897 »                | Classé Inscrit | 1921 1939      | Château Marie               |
| Château des Rochers-Sévigné           | Les Rochers                   | 48° 04′ 50″ nord, 1° 10′ 08″ ouest | « PA00090898 »                | Inscrit        | 1995           | Château des Rochers-Sévigné |
| Église Notre-Dame                     | Rue Notre-Dame                | 48° 07′ 30″ nord, 1° 12′ 42″ ouest | « PA00090899 »                | Classé         | 1840           | Église Notre-Dame           |
| Église Saint-Martin                   | Boulevard Saint-Martin        | 48° 07′ 25″ nord, 1° 12′ 23″ ouest | « PA35000053 » « IA00131078 » | Inscrit        | 2013,          | Église Saint-Martin         |
| Remparts de Vitré                     |                               | 48° 07′ 31″ nord, 1° 12′ 35″ ouest | « PA00090906 »                | Inscrit        | 2014, 2024     | Remparts de Vitré           |
| Ensemble de La Mare-aux-Hupins        | La Mare                       | 48° 08′ 32″ nord, 1° 11′ 21″ ouest | « PA00090970 »                | Inscrit        | 1992           | Image manquante Téléverser  |
| Gare                                  |                               | 48° 07′ 21″ nord, 1° 12′ 42″ ouest | « PA00090900 »                | Inscrit        | 1975           | Gare                        |
| Hôtel du Bât                          | 10 rue d'Embas                | 48° 07′ 26″ nord, 1° 12′ 49″ ouest | « PA00090927 »                | Inscrit        | 1926           | Hôtel du Bât                |
| Hôtel de la Botte Dorée               | 20 rue d'Embas                | 48° 07′ 25″ nord, 1° 12′ 51″ ouest | « PA00090929 »                | Inscrit        | 1943           | Hôtel de la Botte Dorée     |
| Hôtel Hardy                           | 27 rue Notre-Dame             | 48° 07′ 29″ nord, 1° 12′ 41″ ouest | « PA00090901 »                | Inscrit Classé | 1926 1942      | Hôtel Hardy                 |
| Hôtel de Sévigné                      | 20 rue de la Borderie         | 48° 07′ 25″ nord, 1° 12′ 41″ ouest | « PA35000007 »                | Inscrit        | 1997           | Hôtel de Sévigné            |
| Maison                                | 5 rue Baudrairie              | 48° 07′ 28″ nord, 1° 12′ 48″ ouest | « PA00090907 »                | Inscrit        | 1926           | Maison                      |
| Maison                                | 9 rue Baudrairie              | 48° 07′ 28″ nord, 1° 12′ 48″ ouest | « PA00090908 »                | Inscrit        | 1926           | Maison                      |
| Maison                                | 12 rue Baudrairie             | 48° 07′ 28″ nord, 1° 12′ 49″ ouest | « PA00090909 »                | Inscrit        | 1927           | Maison                      |
| Maison                                | 15 rue Baudrairie             | 48° 07′ 28″ nord, 1° 12′ 48″ ouest | « PA00090910 »                | Inscrit        | 1927           | Maison                      |
| Maison                                | 16 rue Baudrairie             | 48° 07′ 28″ nord, 1° 12′ 49″ ouest | « PA00090911 »                | Inscrit        | 1926           | Maison                      |
| Maison                                | 21 rue Baudrairie             | 48° 07′ 27″ nord, 1° 12′ 48″ ouest | « PA00090912 »                | Inscrit        | 1926           | Maison                      |
| Maison                                | 23 rue Baudrairie             | 48° 07′ 27″ nord, 1° 12′ 48″ ouest | « PA00090913 »                | Inscrit        | 1926           | Maison                      |
| Maison                                | 25 rue Baudrairie             | 48° 07′ 26″ nord, 1° 12′ 48″ ouest | « PA00090914 »                | Inscrit        | 1926           | Maison                      |
| Maison                                | 26 rue Baudrairie             | 48° 07′ 26″ nord, 1° 12′ 49″ ouest | « PA00090915 »                | Inscrit        | 1927           | Image manquante Téléverser  |
| Maison                                | 27 rue Baudrairie             | 48° 07′ 26″ nord, 1° 12′ 48″ ouest | « PA00090916 »                | Inscrit        | 1926           | Maison                      |
| Maison                                | 28 rue Baudrairie             | 48° 07′ 26″ nord, 1° 12′ 48″ ouest | « PA00090917 »                | Inscrit        | 1926           | Image manquante Téléverser  |
| Maison                                | 29 rue Baudrairie             | 48° 07′ 26″ nord, 1° 12′ 48″ ouest | « PA00090918 »                | Inscrit        | 1926           | Maison                      |
| Maison                                | 30 rue Baudrairie             | 48° 07′ 26″ nord, 1° 12′ 48″ ouest | « PA00090919 »                | Inscrit        | 1926           | Maison                      |
| Maison                                | 4 rue Duguesclin              | 48° 07′ 28″ nord, 1° 12′ 39″ ouest | « PA00090920 »                | Inscrit        | 1943           | Maison                      |
| Maison                                | 3 rue d'Embas                 | 48° 07′ 25″ nord, 1° 12′ 49″ ouest | « PA00090922 »                | Inscrit        | 1926           | Maison                      |
| Maison                                | 4 rue d'Embas                 | 48° 07′ 25″ nord, 1° 12′ 49″ ouest | « PA00090923 »                | Inscrit        | 1926           | Maison                      |
| Maison                                | 5 rue d'Embas                 | 48° 07′ 25″ nord, 1° 12′ 49″ ouest | « PA00090924 »                | Inscrit        | 1926           | Maison                      |
| Maison                                | 6 rue d'Embas                 | 48° 07′ 25″ nord, 1° 12′ 49″ ouest | « PA00090925 »                | Inscrit        | 1926           | Maison                      |
| Maison                                | 7 rue d'Embas                 | 48° 07′ 25″ nord, 1° 12′ 49″ ouest | « PA00090926 »                | Inscrit        | 1926           | Maison                      |
| Maison                                | 11 rue d'Embas                | 48° 07′ 25″ nord, 1° 12′ 50″ ouest | « PA00090928 »                | Inscrit        | 1926           | Maison                      |
| Maison                                | 29 rue d'Embas                | 48° 07′ 25″ nord, 1° 12′ 52″ ouest | « PA00090930 »                | Inscrit        | 1926           | Maison                      |
| Maison                                | 30 rue d'Embas                | 48° 07′ 25″ nord, 1° 12′ 53″ ouest | « PA00090931 »                | Inscrit        | 1926           | Maison                      |
| Maison                                | 23 rue Notre-Dame             | 48° 07′ 29″ nord, 1° 12′ 40″ ouest | « PA00090932 »                | Inscrit        | 1928           | Image manquante Téléverser  |
| Maison                                | 26 rue Notre-Dame             | 48° 07′ 29″ nord, 1° 12′ 47″ ouest | « PA00090933 »                | Inscrit        | 1943           | Maison                      |
| Maison                                | 28 rue Notre-Dame             | 48° 07′ 29″ nord, 1° 12′ 47″ ouest | « PA00090934 »                | Inscrit        | 1943           | Maison                      |
| Maison                                | 29 rue Notre-Dame             | 48° 07′ 29″ nord, 1° 12′ 42″ ouest | « PA00090935 »                | Inscrit        | 1926           | Maison                      |
| Maison                                | 31 rue Notre-Dame             | 48° 07′ 29″ nord, 1° 12′ 42″ ouest | « PA00090936 »                | Inscrit        | 1926           | Maison                      |
| Maison                                | 33 rue Notre-Dame             | 48° 07′ 29″ nord, 1° 12′ 43″ ouest | « PA00090937 »                | Inscrit        | 1926           | Maison                      |
| Maison                                | 3 rue de Paris                | 48° 07′ 28″ nord, 1° 12′ 29″ ouest | « PA00090938 »                | Inscrit        | 1966           | Maison                      |
| Maison                                | 5 rue de Paris                | 48° 07′ 28″ nord, 1° 12′ 29″ ouest | « PA35000008 »                | Inscrit        | 1965           | Maison                      |
| Maison                                | 7 rue de Paris                | 48° 07′ 28″ nord, 1° 12′ 29″ ouest | « PA00090939 »                | Inscrit        | 1966           | Maison                      |
| Maison                                | 9 rue de Paris                | 48° 07′ 28″ nord, 1° 12′ 28″ ouest | « PA00090940 »                | Inscrit        | 1966           | Maison                      |
| Maison                                | 11 rue de Paris               | 48° 07′ 28″ nord, 1° 12′ 28″ ouest | « PA00090941 »                | Inscrit        | 1966           | Maison                      |
| Maison                                | 13 rue de Paris               | 48° 07′ 28″ nord, 1° 12′ 28″ ouest | « PA00090942 »                | Inscrit        | 1966           | Maison                      |
| Maison                                | 15 rue de Paris               | 48° 07′ 28″ nord, 1° 12′ 28″ ouest | « PA00090943 »                | Inscrit        | 1942           | Maison                      |
| Maison                                | 17 rue de Paris               | 48° 07′ 29″ nord, 1° 12′ 27″ ouest | « PA00090944 »                | Inscrit        | 1966           | Maison                      |
| Maison                                | 19 rue de Paris               | 48° 07′ 29″ nord, 1° 12′ 27″ ouest | « PA00090945 »                | Inscrit        | 1966           | Maison                      |
| Maison                                | 21 rue de Paris               | 48° 07′ 29″ nord, 1° 12′ 26″ ouest | « PA00090946 »                | Inscrit        | 1943           | Maison                      |
| Maison                                | 23 rue de Paris               | 48° 07′ 29″ nord, 1° 12′ 26″ ouest | « PA00090947 »                | Inscrit        | 1942           | Maison                      |
| Maison                                | 26 rue de Paris               | 48° 07′ 28″ nord, 1° 12′ 25″ ouest | « PA00090948 »                | Inscrit        | 1942           | Maison                      |
| Maison maison, tour                   | 28 rue de Paris               | 48° 07′ 28″ nord, 1° 12′ 24″ ouest | « PA00090949 »                | Inscrit        | 1943           | Maisonmaison, tour          |
| Maison                                | 30 rue de Paris               | 48° 07′ 28″ nord, 1° 12′ 24″ ouest | « PA00090950 »                | Inscrit        | 1942           | Maison                      |
| Maison                                | 31 rue de Paris               | 48° 07′ 29″ nord, 1° 12′ 24″ ouest | « PA00090951 »                | Inscrit        | 1942           | Maison                      |
| Maison                                | 33 rue de Paris               | 48° 07′ 29″ nord, 1° 12′ 24″ ouest | « PA00090952 »                | Inscrit        | 1942           | Maison                      |
| Maison                                | 6 rue de la Poterie           | 48° 07′ 27″ nord, 1° 12′ 40″ ouest | « PA00090953 »                | Inscrit        | 1926           | Maison                      |
| Maison                                | 7 rue de la Poterie           | 48° 07′ 27″ nord, 1° 12′ 40″ ouest | « PA00090954 »                | Inscrit        | 1926           | Maison                      |
| Maison                                | 8 rue de la Poterie           | 48° 07′ 27″ nord, 1° 12′ 40″ ouest | « PA00090955 »                | Inscrit        | 1926           | Maison                      |
| Maison                                | 9 rue de la Poterie           | 48° 07′ 27″ nord, 1° 12′ 40″ ouest | « PA00090956 »                | Inscrit        | 1926           | Maison                      |
| Maison                                | 10 rue de la Poterie          | 48° 07′ 27″ nord, 1° 12′ 40″ ouest | « PA00090957 »                | Inscrit        | 1926           | Maison                      |
| Maison                                | 11 rue de la Poterie          | 48° 07′ 26″ nord, 1° 12′ 40″ ouest | « PA00090958 »                | Inscrit        | 1926           | Maison                      |
| Maison                                | 13 rue de la Poterie          | 48° 07′ 27″ nord, 1° 12′ 41″ ouest | « PA00090959 »                | Inscrit        | 1926           | Maison                      |
| Maison                                | 14 rue de la Poterie          | 48° 07′ 27″ nord, 1° 12′ 41″ ouest | « PA00090960 »                | Inscrit        | 1926           | Maison                      |
| Maison                                | 16 rue de la Poterie          | 48° 07′ 27″ nord, 1° 12′ 41″ ouest | « PA00090961 »                | Inscrit        | 1943           | Maison                      |
| Maison                                | 18 rue de la Poterie          | 48° 07′ 27″ nord, 1° 12′ 42″ ouest | « PA00090962 »                | Inscrit        | 1943           | Maison                      |
| Maison                                | 20 rue de la Poterie          | 48° 07′ 27″ nord, 1° 12′ 42″ ouest | « PA00090963 »                | Inscrit        | 1943           | Maison                      |
| Maison Batteux                        | 1 rue d'Embas                 | 48° 07′ 25″ nord, 1° 12′ 48″ ouest | « PA00090921 »                | Classé         | 1930           | Maison Batteux              |
| Maisons 27 et 29 rue Bourg-aux-Moines | 27 et 29 rue Bourg-aux-Moines | 48° 07′ 11″ nord, 1° 13′ 02″ ouest | « PA35000090 »                | Inscrit        | 2021           | Image manquante Téléverser  |
| Manoir de la Meriais                  | 1, 1bis rue de la Meriais     | 48° 07′ 19″ nord, 1° 12′ 43″ ouest | « PA00090964 »                | Inscrit        | 1929           | Manoir de la Meriais        |
| Monastère Saint-Nicolas               | 1 rue du Rachapt              | 48° 07′ 35″ nord, 1° 13′ 01″ ouest | « PA00090902 »                | Inscrit        | 1980 2021      | Monastère Saint-Nicolas     |
| Porte d'Embas                         | 31 rue d'Embas                | 48° 07′ 25″ nord, 1° 12′ 53″ ouest | « PA00090903 »                | Inscrit        | 1926           | Porte d'Embas               |
| Prieuré Notre-Dame                    | 2 rue des Bénédictins         | 48° 07′ 31″ nord, 1° 12′ 40″ ouest | « PA00090904 »                | Classé         | 1987           | Prieuré Notre-Dame          |
| Tour de la Bridole                    | Place de la République        | 48° 07′ 27″ nord, 1° 12′ 34″ ouest | « PA00090905 »                | Inscrit        | 1926           | Tour de la Bridole          |
| Tour des Prisonniers                  | 2 promenade du Val            | 48° 07′ 30″ nord, 1° 12′ 35″ ouest | « PA00090906 »                | Inscrit        | 1972           | Tour des Prisonniers        |